# Łukom (osada leśna)
Łukom – osada leśna w Polsce, położona w województwie wielkopolskim, w powiecie słupeckim, w gminie Zagórów.
W latach 1975–1998 miejscowość administracyjnie należała do województwa konińskiego.
Zobacz też: Łukomie, Łukomie-Kolonia, Łukomierz, Łukomin